# Пелиццола, Роберто
Робе́рто Пелиццо́ла (итал. Roberto Pelizzola; род. 13 октября 1958 года в Милане, Италия) — итальянский фигурист, выступавший в танцах на льду c Элизабеттой Паризи, Изабеллой Микели и Лией Тровати, участник двух зимних Олимпийских игр, бронзовый призёр зимней Универсиады 1983 года, 8-кратный чемпион Италии.

## Спортивная биография
Первой партнёршей молодого Пелиццоли стала Элизабетта Паризи. С ней он выступил на двух чемпионатах Европы и на первенстве мира 1981 года, однако попасть в десятку паре не удалось ни разу. 
В начале сезона 1981/82 партнёршей Роберто стала 19-летняя Изабелла Микели. И уже в 1983 году пара стала бронзовыми призёрами зимней Универсиады, а также стали 8-ми на чемпионате Европы. В 1984 году итальянская пара приняла участие в зимних Олимпийских играх в Сараево. По итогам трёх танцев Пелиццола и Микели заняли 15-е место. На чемпионате мира 1985 года Пелиццола вместе с Микели заняли 8-е место. Этот результат остался лучшим в карьере итальянца на мировых первенствах. 
В 1986 году партнёршей Пелиццоли стала Лия Тровати. С ней Роберто стал бронзовым призёром турнира Skate Canada, а также принял участие в зимних Олимпийских играх 1988 года в Калгари. Итальянская пара в каждом из трёх танцев занимала 10-е место, которое в итоге и стало их итоговым результатом. По окончании сезона 1987/88 Пелиццола завершил свою карьеру.
На протяжении 8 лет Пелиццоли вместе с тремя разными партнёршами ежегодно становился чемпионом Италии в танцах на льду.
По окончании спортивной карьеры Роберто Пелиццоли стал работать тренером. Его учениками в разное время были пары Федерика Файелла/Массимо Скали, Лоренца Алессандрини/Симоне Ватури, Анна Каппеллини/Лука Ланотте.

## Результаты
(С Паризи)
| Соревнования      | 1979—1980 | 1980—1981 |
| ----------------- | --------- | --------- |
| Чемпионаты мира   |           | 15        |
| Чемпионаты Европы | 13        | 11        |
| Чемпионаты Италии |           | 1         |

(С Микели)
| Соревнования            | 1981—1982 | 1982—1983 | 1983—1984 | 1984—1985 | 1985—1986 |
| ----------------------- | --------- | --------- | --------- | --------- | --------- |
| Зимние Олимпийские игры |           |           | 15        |           |           |
| Чемпионаты мира         | WD        | 11        | 13        | 8         | 10        |
| Чемпионаты Европы       | 13        | 8         | 10        | 7         | 7         |
| Чемпионаты Италии       | 1         | 1         | 1         | 1         | 1         |
| Золотой конёк Загреба   |           |           |           | 2         |           |
| Зимняя Универсиада      |           | 3         |           |           |           |

- WD — снялись с соревнований

(С Тровати)
| Соревнования            | 1986—1987 | 1987—1988 |
| ----------------------- | --------- | --------- |
| Зимние Олимпийские игры |           | 10        |
| Чемпионаты мира         | 11        | 10        |
| Чемпионаты Европы       | 9         | 7         |
| Чемпионаты Италии       | 1         | 1         |
| Fujifilm Trophy         | 1         |           |
| Trophée Lalique         |           | 1         |
| NHK Trophy              |           | 4         |
| Skate Canada            |           | 3         |